# Palazzo Sanfelice di Bagnoli
Il palazzo Sanfelice di Bagnoli è un palazzo storico di Napoli, ubicato in via Monte di Dio.

## Storia e descrizione
Alla fine del XVI secolo la famiglia d'Acuña acquistò le proprietà, con palazzi e giardini, di due lotti contigui, uno su via Monte di Dio e l'altro su via Egiziaca a Pizzofalcone. I due palazzi appartenevano ancora alla sopracitata famiglia nel corso del XVIII secolo. Il Catasto francese, pubblicato a partire dal 1815, testimonia che ambo gli edifici erano del conte Antonio Monforte. La comune proprietà sui due edifici cessò a metà Ottocento, quando la figlia Giustina Monforte portò in dote il palazzo di via Monte di Dio al marito Fabio Sanfelice, duca di Bagnoli, i cui discendenti ne detengono ancora alcune porzioni, nonostante il frazionamento avutosi con il tempo.
Il palazzo presenta una facciata a tre piani sulla quale svetta un cornicione dentellato molto aggettante. Oltrepassati il portale con lo stemma della famiglia Sanfelice e il breve androne, si giunge al cortile principale a pianta rettangolare sulla cui destra vi è la scala aperta ad arcata unica per piano, probabilmente settecentesca, e sulla cui parete di fondo vi è un sottopassaggio (sopra il quale è poggiato lo stemma della famiglia Monforte) che conduce al cortile secondario che, a sua volta, precede il giardino.

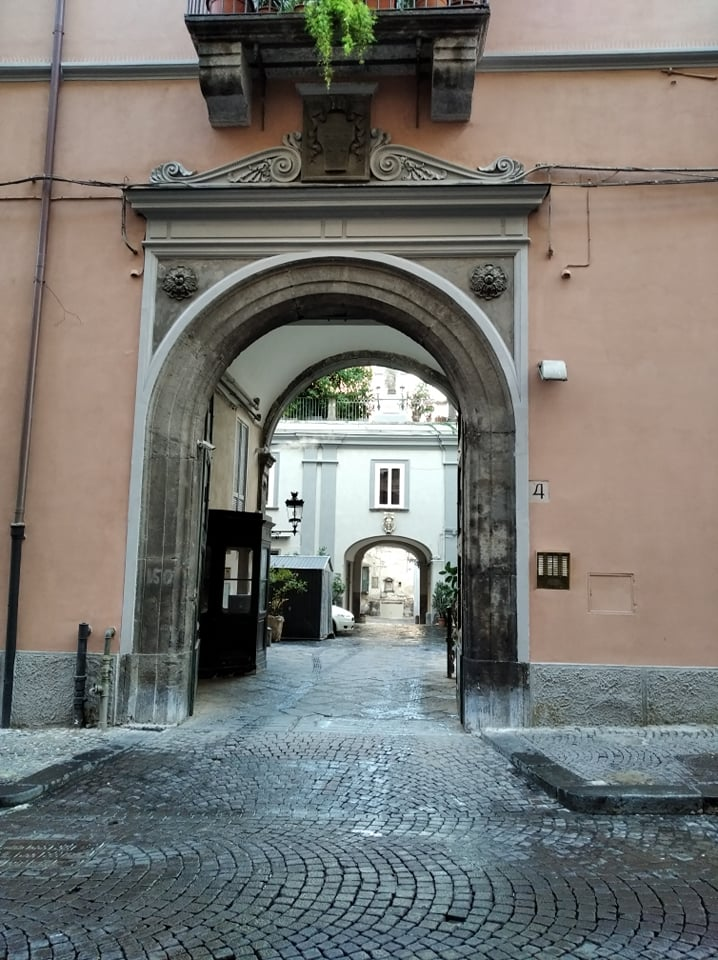
Portale del palazzo sormontato dallo stemma dei Sanfelice; sullo sfondo il cortile principale.
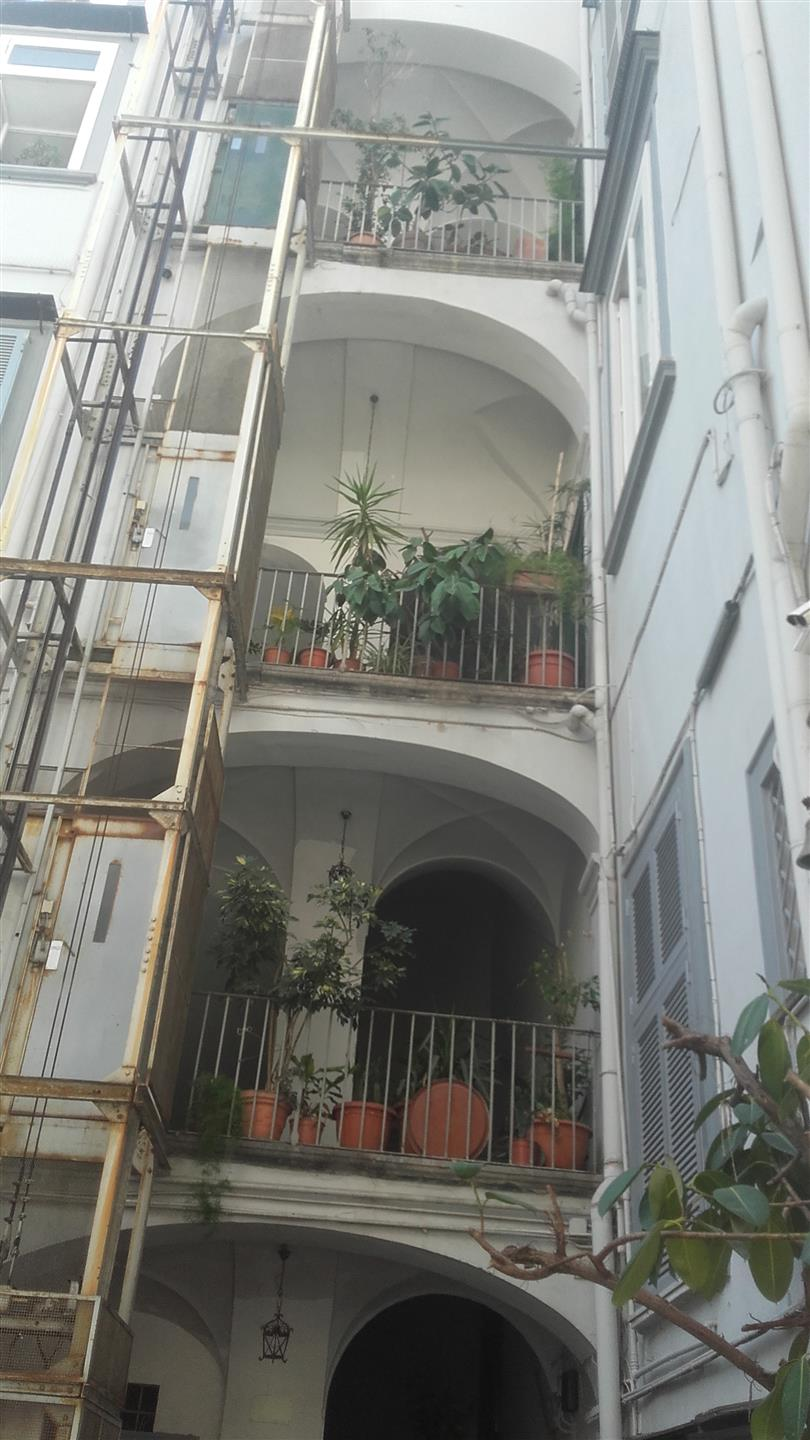
Scala aperta settecentesca
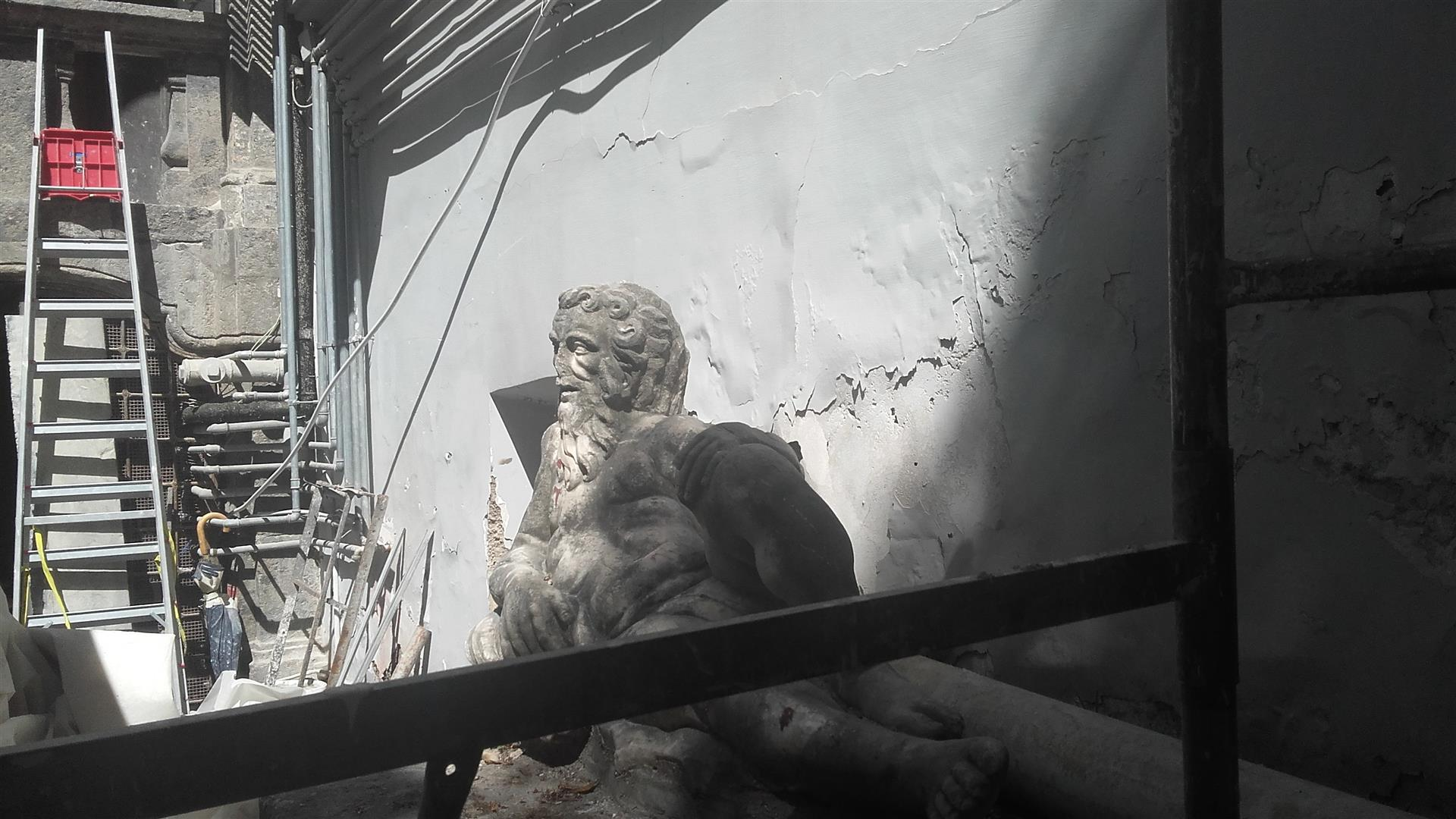
Curiosa statua allegorica visibile nel cortile principale